# 클루브 시클리스타 데 산세바스티안
클루브 시클리스타 데 산 세바스티안(스페인어: Club Ciclista de San Sebastián, 산 세바스티안 사이클링 클럽)은 스페인 바스크 주 산 세바스티안을 연고로 하는 사이클링 및 축구 구단이다. 축구부는 1909년에 코파 델 레이 우승을 거두었다.

## 역사
산 세바스티안에 축구가 전래된 시기는 1900년대 초로, 브리튼 섬에 갔다 돌아온 학생과 노동자들이 전파했다. 1904년, 이들은 산 세바스티안 레크리에이션 클럽을 1905년에 창단하였고, 코파 델 레이에 참가했다. 1905년 5월, 산 세바스티안 축구단은 구단의 별도 지부로 창단되었다. 1909년 구단은 코파 델 레이 참가 신청을 했지만, 등록 허가 절차가 복잡하다는 이유로 산 세바스티안 사이클링 클럽으로 참가했다. 이 구단은 결승전에서 에스파뇰 마드리드를 3-1로 이겼다.
이 구단의 후신이 레알 소시에다드이다.

## 수상
- 코파 델 레이 우승 1회
  - 우승: 1909